# 激論!どっちマニア
『激論!どっちマニア』（げきろん どっちマニア）は、テレビ朝日で2012年10月7日（6日深夜）から2013年3月31日（30日深夜）まで0:45 - 1:15（JST）に放送されていた討論番組・バラエティ番組である。

## 概要
ライバル関係にあるマニア同士がより魅力的なのはどちらなのか激論を交わし、最終的に番組の判断として、劇団ひとりと土田晃之が独断と偏見で判定する。
2013年4月6日からは『あっちマニア』にリニューアル。出演者は続投。

## 出演者

### MC
- 劇団ひとり
- 土田晃之
- 久冨慶子（テレビ朝日アナウンサー）

## ネット局と放送時間
| 放送地域   | 放送局                              | 系列           | 放送日時                    | 放送開始日     | 遅れ                                 |
| ---------- | ----------------------------------- | -------------- | --------------------------- | -------------- | ------------------------------------ |
| 関東広域圏 | テレビ朝日（EX）                    | テレビ朝日系列 | 日曜0:45 - 1:15（土曜深夜） | 2012年10月7日  | 制作局                               |
| 青森県     | 青森朝日放送（ABA）                 | テレビ朝日系列 | 火曜0:50 - 1:20（月曜深夜） | 2012年10月16日 | 9日遅れ                              |
| 福島県     | 福島放送（KFB）                     | テレビ朝日系列 | 水曜0:50 - 1:20（水曜深夜） | 2012年10月18日 | 11日遅れ                             |
| 山口県     | 山口朝日放送（yab）                 | テレビ朝日系列 | 月曜1:10 - 1:40（日曜深夜） | 2012年10月29日 | 15日遅れ                             |
| 日本全域   | テレ朝チャンネル テレ朝チャンネルHD | CS放送         | 日曜 22:00 - 22:30          | 2012年12月2日  | 約2か月遅れ （再放送・字幕放送あり） |
| 石川県     | 北陸朝日放送（HAB）                 | テレビ朝日系列 | 月曜1:40 - 2:10（日曜深夜） | 2013年1月21日  | 106日遅れ                            |
| 近畿広域圏 | 朝日放送（ABC）                     | テレビ朝日系列 | 月曜2:28 - 3:03（日曜深夜） | 2013年2月4日   | 57日遅れ                             |
| 福岡県     | 九州朝日放送（KBC）                 | テレビ朝日系列 | 木曜1:45 - 2:15（水曜深夜） | 2013年5月2日   | 約6か月遅れ                          |

- 単発・不定期放送の局もある。
- 一部地域を除き、2013年1月3日 23:20 - 翌0:50に新春スペシャルを放送。レギュラー放送終了後の2013年4月13日 16:25 - 17:25にもスペシャルを放送。

## スタッフ
- ナレーター：服部伴蔵門
- 構成：石原健次、大平尚志、長谷川大雲、藤本昌平
- TM：大島秀一
- TD・SW：錦戸浩司
- カメラ：栗林克夫
- 音声：加藤翠
- VE：木村朋宏
- 照明：佐藤清隆
- ロケ技術：テーク・ワン
- 美術：井磧伸介
- デザイン：加藤由紀子
- 美術進行：吉居真夏（テレビ朝日クリエイト）
- 大道具：中沢誠
- メイク：川口カツラ店
- CGデザイン：形部まり子
- 編集：加藤正朗、神宮寺暁（読売映像）
- MA：梶山恭一、斉藤亮（読売映像）
- 音効：岩谷知朗（TSP）
- TK：丸山和子
- リサーチ：志田顕悟（スコープ）
- デスク：星野敬子
- 宣伝：望野智美
- 編成：森大貴
- ディレクター：持田順也、嘉数真二郎、馬場良仁
- AP：須貝マミ
- プロデューサー：藤井裕久、小坂真由美、乾弘明
- ゼネラルプロデューサー・演出：保坂広司
- 制作著作：テレビ朝日

### 以前のスタッフ
- 大道具：梅澤宏
- 編成：二階堂義明、池田佐和子